# 원헌드레드레이블의 음반
이 문서는 원헌드레드레이블에서 발매한 음반의 목록이다.

## 2020년대
- 2024년 12월 10일 이승기, 태민, 백현, 첸, 시우민, 하성운, VIVIZ, 이무진, BE'O, BADVILLAIN - [Digital Single] The Last Christmas
- 2025년 3월 17일 더보이즈 - Unexpected
- 2025년 7월 28일 더보이즈 - a;effect